# Sostra Heights
Die Sostra Heights (bulgarisch Состренски възвишения Sostrenski waswischenija) sind ein im Mount Malone bis zu 2460 m hohes Gebirge im westantarktischen Ellsworthland. Auf der Ostseite der nördlichen Sentinel Range im Ellsworthgebirge ragt es in nordwest-südöstlicher Ausrichtung 22 km lang und 16,5 km breit nördlich des Embree-Gletschers, östlich des Sabazios-Gletschers, südlich des Newcomer-Gletschers und westlich des Rutford-Eisstroms auf. Der Robinson-Pass im Südwesten trennt es von einem Gebirgskamm, der vom Mount Dalrymple im Hauptkamm der Sentinel Range über eine Länge von 9,15 km in ostnordöstlicher Richtung abzweigt.
US-amerikanische Wissenschaftler kartierten das Gebirge 1961. Die bulgarische Kommission für Antarktische Geographische Namen benannte es 2014 nach dem Römerlager Sostra im Norden Bulgariens.